# Eliza Hoxha
Eliza Hoxha, född 5 mars 1974 i Pristina, Jugoslavien, är en albansk sångerska och arkitekt.

## Biografi
Hoxha är utbildad arkitekt och har tilldelats utmärkelsen "Arkitekturë edukative dhe promovim të arkitekturës". I 2000 ställde hon upp i Nota Fest med bidraget "Drejt Ardhmerise". I december 2006 ställde hon upp i Festivali i Këngës 45 med bidraget "Hajde sonte". Från semifinalen tog hon sig vidare till finalen där hon med 10 poäng slutade på en 12:e plats.  År 2009 deltog hon i Kënga Magjike 11 tillsammans med sångerskan Rosela Gjylbegu. Med låten "Rruga e zemrës" tog de sig till finalen som hölls den 21 november 2009. I finalen fick de 637 poäng vilket räckte till att vinna tävlingen, 5 poäng före tvåan Elvana Gjata. De tilldelades även Çesk Zadeja-priset. År 2009 skulle hon även ursprungligen själv ha deltagit i Fesitivali i Këngës 48 med låten "Në mes", men drog sig ur tävlingen strax innan den hölls. Under våren 2011 deltog hon i Top Fest med låten "Përballë vetvetës" med vilken hon lyckades ta sig till finalen. År 2012 ställde hon upp i Kënga Magjike 14 med låten "Mbetëm". I finalen slutade hon på tionde plats med 480 poäng. Hon tilldelades även kritikerpriset.
Efter 12 års uppehåll gör Hoxha comeback i Festivali i Këngës i december 2018 med bidraget "Pengu" som hon själv skrivit.

## Diskografi

### Album
- 2000 – No. 1
- 2003 – 100% Eliza

### Singlar
- 1996 – "Jeho Kënga Shqipe"
- 1997 – "Ti"
- 2000 – "Me Ritëm do të vallzoj"
- 2000 – "Dua"
- 2000 – "Ti po shkon"
- 2000 – "Ende"
- 2002 – "Pendimi"
- 2003 – "Kthehu"
- 2003 – "Mos i mbyll sytë"
- 2003 – "Behu me trim
- 2006 – "Hajde sonte"
- 2008 – "Shko"
- 2009 – "Rruga e zemrës" (feat. Rosela Gjylbegu)
- 2009 – "Një tjetër jetë" (feat. Pirro Çako & Rosela Gjylbegu)
- 2009 – "Dëshpërimi"
- 2011 – "Të dua veç ty"
- 2011 – "Përballë vetvetës"
- 2011 – "Unë jam si ti" (feat. Etno Engjujt)
- 2012 – "Mbetëm"
- 2014 – "Heshtja e Kanges"
- 2016 – "Ecjen ti vazhdo"
- 2016 – "Vendi Im"
- 2018 – "Peng"